# Llengües lesguianes
Les llengües lesguianes o llengües daguestaneses sud-orientals, són un grup lingüístic de la família de les llengües caucàsiques del nord-est, classificades de la següent manera:
- Samurià:
  - Samurià oriental:
    - Lesguià-Agul-Tabassaran:
      - El lesguià (amb 240.000 parlants a Daguestan i uns 170.000 a l'Azerbaidjan)
      - El tabassaran (uns 90.000)
      - L'agul (uns 12.000)

    - L'udin (aproximadament 3.700)

  - Samurià occidental:
    - El rútul (uns 15.000)
    - El tsakhur (aproximadament 11.000)

  - Samurià meridional:
    - El kryts (uns 6.000)
    - El budukh (uns 2.000)
- Perifèric:
  - L'artxi (amb menys de 1000 parlants)

De vegades s'hi inclou també el khinalug (amb uns 1.500 parlants), però és una llengua més aïllada lingüísticament. La majoria de les llengües lesguianes es parlen al sud del Daguestan, però algunes d'elles (kryz, budukh, khinalug i udin) es parlen principalment a l'Azerbaidjan, i un poble de parlans d'udin es troba a Geòrgia. És important assenyalar que a l'Azerbaidjan, així com a Rússia, tots els dagestanesos, inclosos els àvars, es referien a si mateixos com a lesguians. Entre les llengües lesguianes, només el lesguià i el tabassaran tenen escriptura. L'artxi, el khinalug i l'udin són les llengües més divergents de la divisió lesguiana. Es creu que la llengua udin és una de les llengües de l'antiga Albània caucàsica.